# Sens życia

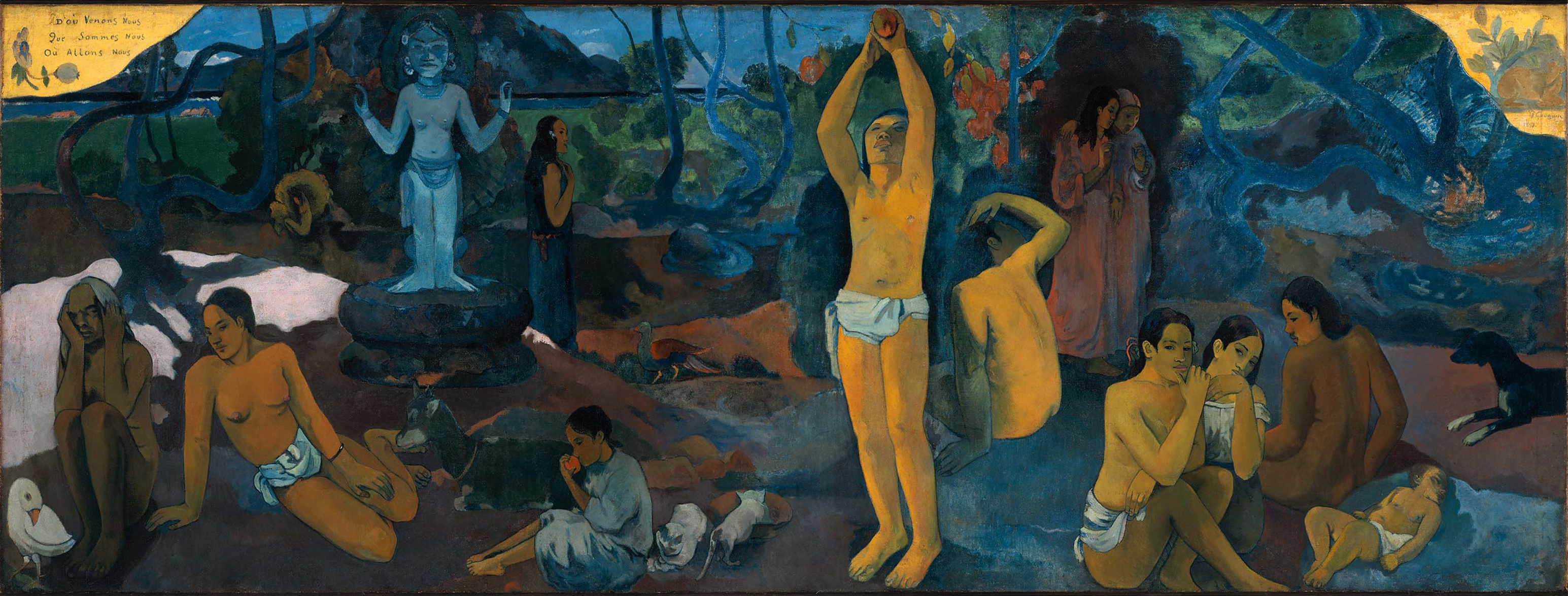
Skąd przyszliśmy? Kim jesteśmy? Dokąd idziemy?, jeden z najsłynniejszych obrazów postimpresjonistycznego malarza, Paula Gauguina

Sens życia – istota i cel ludzkiej egzystencji, powołanie człowieka (zob. osoba), to, co uzasadnia trud życia i czyni je wartym przeżycia. Pytanie o sens życia jest jednym z podstawowych zagadnień różnych systemów filozoficznych i religijnych, a odpowiedź na nie, jak się uznaje, zawiera całą mądrość ludzkości. Pojęcie to odwołuje się do transcendentnego widzenia świata jako drogi.  Często podlega ostrej krytyce, szczególnie w środowisku filozofów analitycznych (zob. Józef Maria Bocheński).

## Rola w psychologii człowieka
W psychologii pojęcie to dotyczy klarownego i możliwego do zaaprobowania kierunku działania na przyszłość, co implikuje normalne funkcjonowanie człowieka. Badaniami nad sensem życia zajmował się psychiatra Viktor Frankl, który wprowadził pojęcie nerwicy neogennej (bądź noogennej).
Posiadanie sensu życia przez człowieka jest koniecznym warunkiem rozwoju i samorealizacji. Włączenie tego problemu do psychologii osobowości przyczyniło się do lepszego zrozumienia uwarunkowań zachowań samobójczych. 

## Czynniki wyznaczające
W wielu społecznościach dyskusja o sensie życia jest tematem tabu, gdyż sens życia wyznaczają w nich normy religijne, ideowe lub kulturowe. Większość ludzi, bardziej lub mniej świadomie, wyznacza sobie sens życia indywidualnie; wspomagając się swoimi: wierzeniami, przekonaniami, wiedzą i uczuciami.

### Współczesne koncepcje sensu życia
Niezależnie od wyznawanych wartości sens życia rozumiemy głównie jako relację do:
1. dążenia do pełnienia albo rezygnacji z różnych funkcji i ról w życiu rodzinnym i społecznym,
2. ostatecznego celu istnienia człowieka jako osoby i sposobów dojścia do niego zgodnie z własnymi przekonaniami,
3. sensu podejmowania lub unikania: cierpień, niedogodności, trudności i wyrzeczeń,
4. sensu czerpania satysfakcji i przyjemności.

### Filozoficzne koncepcje sensu życia
1. Powołaniem człowieka jest realizacja jego najwyższych kwalifikacji - rozumu i cnoty, stawanie się doskonalszym moralnie i mądrzejszym (przekonanie dominujące od starożytności po współczesność).
2. Człowiek żyje, aby gromadzić dobre doświadczenia, które są wartościowe jako takie (np. epikureizm).
3. Człowiek, tworząc siebie poprzez próby określenia swego powołania, boryka się z problematyką egzystencji - która nie ma określonego sensu ani celu (np. egzystencjalizm).
4. Sens życiu nadaje miłość rozumiana jako tworzenie dobra, czynienie świata lepszym czy też służba na rzecz innych (np. humanizm, część myślicieli chrześcijańskich).

### Sens życia w buddyzmie
Według nauk buddyjskich, z pytaniem o sens życia związane jest pytanie o to jak wyzwolić się od cierpienia. Powodem takiego związku jest zwyczajowa reakcja człowieka na odpowiednio wielkie i długotrwałe cierpienie, psychiczne lub fizyczne - wówczas zaczyna on tracić sens życia i zaczyna albo go poszukiwać, albo napadają go myśli samobójcze. Natomiast w przypadku odczuwania zadowolenia (satysfakcji) i szczęścia pytanie o sens życia przestaje mieć znaczenie, ale odczuwany jest jego głęboki sens. Zatem z punktu widzenia nauk buddyjskich pytanie o sens życia sprowadza się do pytania o przyczynę cierpienia i drogę do wyzwolenia od cierpienia. Termin nirwana znaczy właśnie wygaśnięcie cierpienia, czyli osiągnięcie trwałego pełnego szczęścia. Poniżej pewien cytat Buddy częściowo przybliżający koncepcję szczęścia i cierpienia:

Mnisi! Jeśli chcecie być wolnymi od wszystkich cierpień, powinniście wiedzieć, czym jest stan prawdziwego zadowolenia. Stan zadowolenia jest warunkiem powodzenia i odprężenia. Ktoś, kto jest zadowolony jest szczęśliwy nawet wtedy, gdy ma tylko ziemię do spania. Ktoś, kto nie jest zadowolony, nie ma satysfakcji nawet wtedy, gdy zamieszkuje w niebiańskim pałacu. Kto nie jest zadowolony, jest biedny, bez względu na to, jakie może posiadać bogactwa. Kto jest zadowolony jest bogaty bez względu na to, jakie cierpi niedostatki. Niezadowolony jest wciąż szarpany przez pięć zmysłowych pragnień, dlatego zadowolony odczuwa wobec niego litość. Taka jest praktyka zadowolenia..

Konkludując, z punktu widzenia nauk buddyjskich, odpowiedź na pytanie „co jest sensem życia?”, brzmi: „wyzwolenie od cierpienia”.